# Amomum yingjiangense
Amomum yingjiangense là một loài thực vật có hoa trong họ Gừng. Loài này được Shao Quan Tong và Yong Mei Xia mô tả khoa học đầu tiên năm 1988.

## Phân bố
Loài này có thể được tìm thấy ở miền tây tỉnh Vân Nam, Trung Quốc và tại bang Kachin, Myanmar.
Tên gọi trong tiếng Trung là 盈江砂仁 (Doanh Giang sa nhân), nghĩa đen là sa nhân Doanh Giang, theo địa danh nơi nó được tìm thấy đầu tiên.

## Mô tả
Cây thân thảo mọc thành cụm, cao 1–1,5 m, 3–7 thân giả mỗi cụm. Thân giả 2-7 lá trên mỗi thân giả, phình to và có màu vàng ánh nâu ở gốc, màu vàng ánh lục về phía đỉnh; lưỡi bẹ hình trứng, nguyên, đỉnh thuôn tròn, đôi khi cắt cụt hoặc có đầu cụt do dễ gãy, dài 5-13 mm, rậm lông tơ màu ánh nâu; cuống lá từ không có đến dài tới 4 cm, rậm lông tơ màu ánh nâu; phiến lá mặt gần trục màu lục sẫm, mặt gần trục màu lục, hình elip đến hình elip hẹp, 35-65 × 5-11 cm, mặt gần trục có lông tơ, mặt xa trục rậm lông tơ màu ánh nâu, đáy hình nêm hoặc thu nhỏ dần, đỉnh hình đuôi. Cụm hoa ở gốc, dài 10-17 cm, sinh ra từ thân rễ, 1 cụm hoa trên mỗi thân giả, cuống ngắn, 2-4 cm, màu nâu ánh đỏ, phần mang hoa hình trứng ngược, ~11 × 10 cm, lá bắc vô sinh hình trứng, 2,5-5,5 × 2,0 - 4,5, màu nâu ánh đỏ, dày thịt, dễ vỡ; lá bắc con, không hình ống, hình mũi mác, 3,0-3,5 × 0,5-0,8 cm, màu nâu ánh đỏ, dày thịt, dễ vỡ, đối diện 1–2 hoa. Hoa 5–6 cm, màu trắng hoặc cam ánh hồng. Đài hoa hình ống, 2,3-3,0 × 0,5-0,9 cm, đỉnh 3 răng, dạng màng, màu trắng hoặc cam ánh hồng, có lông tơ. Ống hoa dài 2,3–2,7 cm, rộng khoảng 0,5 cm tại miệng, màu trắng hoặc cam ánh hồng, có lông tơ; thùy tràng hoa ở lưng thuôn dài, 2,2–2,5 × 0,8–1,0 cm, màu trắng hoặc cam ánh hồng, có nắp ở đỉnh, tù, có lông rung; các thùy tràng bên thuôn dài, 2,0–2,5 × 0,5–0,8 cm, màu trắng hoặc cam ánh hồng, đỉnh thuôn tròn, có lông rung. Cánh môi tỏa rộng, hình trứng ngược, màu trắng hoặc cam ánh hồng với sọc ánh đỏ (bởi các chấm màu ánh đỏ) tỏa tia về phía đỉnh, 2,5–3,0 × 1,5–2,0 cm, đỉnh ba thùy hoặc ba thùy khó thấy, mép quăn hoặc có khía, gân nổi rõ, mặt gần trục nhiều lông ở đáy. Nhị lép bên hình trứng, đôi khi có khía, mặt gần trục màu ánh đỏ, mặt xa trục màu trắng hoặc cam ánh hồng, 5–7 mm. Nhị dài 2,0–2,3 cm, chỉ nhị ~8 × 3 mm, màu trắng hoặc cam ánh hồng, có lông tơ, phần phụ liên kết có lông tơ, màu trắng hoặc cam ánh hồng, mô vỏ bao phấn thuôn dài, dài ~1,0 cm, màu vàng ánh nâu, nứt dọc theo toàn bộ chiều dài của nó, mào bao phấn hình thận hoặc ba thùy khó thấy, ~7 × 3 mm, đỉnh có khía tai bèo hoặc nguyên, màu trắng hoặc cam ánh hồng, có màng. Tuyến trên bầu 2, hình trụ, ~4 x 1 mm, màu kem, nhẵn nhụi. Bầu nhụy hình elipxoit, ~5 x 3 mm, màu nâu ánh đỏ, nhẵn nhụi; vòi nhụy dài ~5,0 cm, màu trắng, nhẵn nhụi; đầu nhụy hình chén, màu nâu ánh đỏ, miệng có lông rung. Không thấy quả nang.